# Loaded (revista)
Loaded é uma revista online de estilo de vida masculina. Foi lançada como uma publicação impressa em 1994, que deixou de ser emitida em março de 2015, mas relançada como uma revista digital em 11 de novembro de 2015, sendo que o conteúdo mudou, com mulheres semi-vestidas agora ausentes.
A fonte de título da revista é renderizada inteiramente em minúsculas, e a publicação tem sido designada frequentemente como "mag lads". A revista está sediada em Londres.